# Maddalena de' Medici
Maria Maddalena Romola de' Medici (25 iulie 1473 - 2 decembrie 1519) a fost fiica lui Lorenzo de' Medici și a soției sale, Clarice Orsini.
Născută în Florența, a fost educată împreună cu frații ei de către Agnolo Poliziano. La data de 25 februarie 1487 s-a căsătorit cu Franceschetto Cybo, fiul Papei Inocențiu al VIII-lea. Maddalena a trăit în Roma însă după moartea tatălui ei (1492) a locuit în Liguria.
Maddalena s-a reîntors în Roma atunci când fratele său Giovanni a fost ales Papă sub numele de Leon al X-lea. A murit în anul 1528 și a fost îngropată în Bazilica Sfântul Petru din Roma la ordinul verișorului ei, Papa Clement al VII-lea.
Franceschetto și Maddalena au avut șapte copii:
- Lucrezia Cybo (1489–1492)
- Clarice Cybo (1490–1492) născut deformat
- Innocenzo Cybo (1491–1550), Cardinal
- Lorenzo Cybo (1500–1549) Duce de Ferentillo, căsătorit cu Ricciarda Malaspina și au fondat familia Cybo Malaspina
- Caterina Cybo (1501–1557), s-a căsătorit cu Ducele de Camerino
- Ippolita Cybo (1503–1503)
- Giovanni Battista Cybo (1505–1550)